# Cartão BHBUS
Cartão BHBUS é o cartão de bilhetagem eletrônica utilizado no trasporte coletivo urbano (ônibus e metrô) da cidade de Belo Horizonte.

Possui 4 modalidades: Vale Transporte, Usuário , Gratuidade, e Meio Passe (Belo Horizonte possui política tarifária do meio passe para estudantes apenas do ensino fundamental e médio do ensino público).
É importante notar que os cartões Vale-Transporte, Identificados, ao portador, possuem um limite de 6 viagens por dia por cartão. O cartão beneficio Meio-Passe Estudantil, possui limite de acordo com o trecho Casa > Escola > Casa, ou Trabalho > Escola > Casa, por exemplo.
Os cartões Master e Beneficio à deficientes e agentes têm usos diferenciados, sendo o Master de uso ilimitado.

## Vale Transporte
É o substituto do vale transporte de papel, Opera com a tecnologia sem contato RFID. Pode ser adquirido em empresas distribuidoras que atendem as necessidades de empresas que devem oferecer o benefício regido por lei específica.
| Cartão          | Descrição                                                                                                 |
| --------------- | --- |
| Vale-Transporte | Bilhete utilizado por empresas para pagamento de vale-transporte aos funcionários. - Cor Amarela/Laranja. |

## Usuário
É o cartão utilizado por quem não tem direito ao vale transporte. Pode ser adquirido nos postos da Transfácil, com os agentes de bordo dos ônibus e nas bilheterias do metrô (custo R$ 2,00). É possível realizar recargas nos postos de vendas da Transfácil, pela internet ou telefone, nas bilheterias do metrô, ou nos ônibus. Nestes era somente possível realizar recargas no valor de R$ 10,00, mas a partir do dia 6 de Dezembro de 2017, passou a ser possível fazer recargas de R$ 20,00. 
 Possui duas modalidades: ao portador, na qual o cartão não possui identificação e não pode ser bloqueado em caso de perda ou roubo, e o identificado, em que o nome do usuário é impresso no cartão, este cartão tem o custo de R$ 15,00, porém há a possibilidade de adquiri-lo sob forma de comodato onde o usuário precisa preencher um contrato e anexar copias de documentos pessoais e comprovante de residência, por ser identificado, só pode ser utilizado pela pessoa. Também opera com RFID.
| Cartão                   | Descrição |
| ------------------------ | --- |
| Usuário                  | Cartão vale-transporte transferivel, porem sem possibilidade de ressarcimento em perda/furto. Modelo mais barato vendido - Cor Azul-Escura. |
| Identificado/Ao Portador | Cartão vale-transporte sem identificação, intransferivel, mas passivel de ressarcimento em caso de perda/furto - Cor Azul-Escura.           |

### Bancos de memória
Os Cartões Usuário possuem uma limitação de recargas com quatro bancos de memória. A cada recarga, um dos bancos é ocupado registrando o valor do saldo e, a cada uso, o valor da passagem é subtraído. O mesmo banco não pode ser ocupado se ainda possuir saldo remanescente, por essa razão, os demais bancos vazios serão preenchidos enquanto os ocupados tiverem qualquer quantia de crédito. Por exemplo: suponha que um cartão novo tenha recebido uma recarga de R$ 5,00. O banco 1 será ocupado com o respectivo valor, enquanto os demais permanecerão sem créditos (R$ 0,00):
| Banco 1 | Banco 2 | Banco 3 | Banco 4 |
| ------- | ------- | ------- | ------- |
| R$ 5,00 | R$ 0,00 | R$ 0,00 | R$ 0,00 |

Se o passageiro utilizar R$ 4,50 e, posteriormente, realizar uma recarga de R$ 10,00, os R$0,50 permanecerão ocupando o banco 1, e os R$ 10,00 ocuparão o banco 2:
| Banco 1 | Banco 2  | Banco 3 | Banco 4 |
| ------- | -------- | ------- | ------- |
| R$ 0,50 | R$ 10,00 | R$ 0,00 | R$ 0,00 |

Se o passageiro gastar novamente R$ 4,50, o saldo remanescente do banco 1 será consumido e este ficará disponível para nova recarga. O restante será descontado do banco 2:
| Banco 1 | Banco 2 | Banco 3 | Banco 4 |
| ------- | ------- | ------- | ------- |
| R$ 0,00 | R$ 6,00 | R$ 0,00 | R$ 0,00 |

Ao menos um dos bancos de memória deve estar vazio para receber uma nova recarga, caso contrário, não será possível creditar mais valores no cartão. Um exemplo de situação que impede a recarga é esta:
| Banco 1 | Banco 2 | Banco 3 | Banco 4  |
| ------- | ------- | ------- | -------- |
| R$ 4,10 | R$ 0,01 | R$ 7,05 | R$ 20,00 |

Todos os bancos possuem algum valor, por menor que seja. Isso é suficiente para impossibilitar novas recargas no cartão, enquanto o portador não consumir créditos para esvaziar qualquer uma das memórias.

### Limite de valor
Além da limitação dos bancos, há uma limitação de valor máximo no cartão. Não é possível somar, nos quatro bancos, valor maior que R$ 650,00. Exemplos de duas situações-limite desse tipo:
| Banco 1   | Banco 2   | Banco 3   | Banco 4   | Total     |
| --------- | --------- | --------- | --------- | --------- |
| R$ 650,00 | R$ 0,00   | R$ 0,00   | R$ 0,00   | R$ 650,00 |
| R$ 100,00 | R$ 200,00 | R$ 150,00 | R$ 200,00 | R$ 650,00 |

## Gratuidade
Concedido a idosos, deficientes e alguns agentes da prefeitura quando em prestação de serviços à prefeitura. É o único cartão em aparece a foto do usuário, bem como é o unico a utilizar a tecnologia com contato (Smartcard), onde a pessoa é obrigada a inserir o cartão no validador.
É necessária a apresentação do cartão para o agente de bordo antes de usar, pois os cartões são identificados, nominais, e com foto.
Existe também o cartão "Master", que é concedido à idosos com mais de 65 anos, habilitando o acesso ao salão traseiro dos onibus, e o uso gratuito do Metrô de Belo Horizonte
| Cartão     | Descrição |
| ---------- | --- |
| Gratuidade | Cartão vale-transporte oferecido à pessoas com deficiencias físicas ou psiquicas (e seus acompanhantes em alguns casos), e agentes da PBH em serviço - Cor Verde/Vermelho |
| Master     | Cartao vale-transporte oferecido à idosos com mais de 65 anos, para uso em Metrô e onibus. - Cor Azul Clara.                                                              |

## Meio-Passe
No final de 2011, a BHBus e a prefeitura iniciaram o sistema de meio-passe estudantil para estudantes do ensino fundamental de Belo Horizonte. Até este momento, Belo Horizonte era a única capital do país que não contava com políticas de meio-passe.
Em Março de 2012, o sistema de meio-passe foi estendido para estudantes do ensino médio de escolas publicas e privadas, e as restrições para o ensino fundamental foram retiradas, em partes. Existe também o estudo para extensão desse beneficio para estudantes universitários, porém sem data para implementação até momento!
Os cartões de meio-passe são identificados, com foto, e nominais, devendo ser apresentados para o agente de bordo antes do uso.
| Cartão     | Descrição                                                                                                  |
| ---------- | --- |
| Meio-passe | Cartão vale-transporte para estudantes, visando a utilização do meio-passe estudantil - Cor Azul Petróleo. |